# Tomasz Adam Ostrowski
Tomasz Adam Ostrowski (21 tháng 12 năm 1735 – 5 tháng 2 năm 1817) là một nhà quý tộc, chính trị gia, phát ngôn viên, chính khách và Bá tước người Ba Lan.
Tomasz trở thành Đại tá của Quân đội Hoàng gia vào năm 1765, Quan thị vệ của Vua Stanisław II Augustus vào năm 1767, thống đốc của Czersk từ năm 1777, Thủ quỹ của Hoàng gia từ năm 1791, Thống chế của Hạ viện của Công quốc Warsaw vào năm 1809 và sau đó là Chủ tịch Thượng viện của Công quốc của Warsaw và Vương quốc Ba Lan .
Ông là thành viên của Hội đồng thường trực và là người chống lại Liên đoàn Targowica. Ông cũng là thành viên của "Zgromadzenie Przyjaciół Konstytucji Rządowej" (Những người bạn của Hiến pháp ngày 3 tháng 5). Ông có mối quan hệ chính trị với Vua Stanisław II Augustus, do đó, ông cũng là một trong người tham gia vào "bữa tối thứ Năm" tổ chức hàng năm trong cung điện của nhà vua ở Warsaw.
Ông là người thành lập thị trấn Tomaszów Mazowiecki 

## Tiểu sử
Tomasz Adam Ostrowski là con trai của Piotr Ostrowski và Konstancja Stoińska. Năm 1765, ông kết hôn với Józefa Godlewska. Hai người có với nhau một cô con gái tên là Julia. Sau cái chết của Józefa vào năm 1780, ông kết hôn với Apolonia Ledóchowska năm 1781, người đã có với ông chín người con, nổi bật trong số đó có thể kể đến Antoni Jan Ostrowski, Tổng chỉ huy Vệ binh Quốc gia trong Cuộc nổi dậy tháng 11 và Władysław Ostrowski, Thống chế Hạ viện của Vương quốc Ba Lan vào năm 1830. Sau cái chết của người vợ thứ hai vào năm 1795, Ostrowski tiếp tục kết hôn với Apolonia Kunegunda Brzozowska.
Ông được nhiều người coi anh hùng thực sự của đất nước khi đã ngăn cản nhà vua gia nhập Liên minh Targowica. Vì lý do này, ông sau này đã bị người Nga bắt giam. 
Năm 1764, ông ủng hộ cuộc bầu cử của Vua Stanisław II Augustus. Năm 1765, ông trở thành đại tá trong quân đội hoàng gia rồi sau đó giữ chức vụ quan thị vệ hoàng gia vào năm 1767. Ostrowski là thành viên của Liên đoàn Andrzej Mokronowski vào năm 1776. Ostrowski trở thành thủ lĩnh của Czersk vào năm 1777. Trong các năm 1776, 1778, 1782 và 1786 ông là thành viên của Hội đồng thường trực. Năm 1788, ông thành lập làng luyện kim Tomaszowe Kuźnice, nơi sau đó được cấp tiêu chuẩn để trở thành một làng công nghiệp và thương mại (osada fabryczno-handlowa) vào năm 1824. Đến năm 1830, ngôi làng được chỉ định trở thành một thành phố và được đổi tên thành Tomaszów Mazowiecki. Ostrowski là một thành viên của Hạ viện Bốn năm. Năm 1791, ông được phong là Thủ quỹ của Vương triều. Ông là một trong những người sáng lập tổ chức Những người Bạn của Hiến pháp. 
Khi cuộc chiến tranh Ba Lan-Nga dần kết thúc, ông phản đối mạnh mẽ quyết định của Vua Stanisław II Augustus về việc gia nhập Liên minh Targowica trong cuộc họp ngày 23 tháng 7 năm 1792. Ông sau đó đã có những động thái khơi mào cuộc nổi dậy chống lại người Nga và chính quyền kiểm soát Khối thịnh vượng chung Ba Lan - Litva. Ông trở thành Thống chế của Ha viện Công quốc Warsaw vào năm 1809 rồi tiếp tục giữ chức vụ Chủ tịch Thượng viện của Công quốc Warsaw và Vương quốc Ba Lan.
Ông mất ngày 5 tháng 2 năm 1817 tại Warsaw.

## Vinh danh
- Huân chương Thánh Stanislaus, được trao năm 1777.
- Huân chương Đại bàng trắng, được trao năm 1780.

## Sách tham khảo
- Tomsz Kitzwalter, Ostrowski Tomasz Adam (1735-1817), trong: Polski Słownik Biograficzny [Từ điển tiểu sử Ba Lan], tập. XXIV, Wrocław 1979, pp. 579–583 (ghi chú tiểu sử bằng tiếng Ba Lan).